# Bandeira de Natal (Rio Grande do Norte)
A Bandeira de Natal é um dos símbolos da cidade de Natal, capital do estado brasileiro do Rio Grande do Norte. Foi instituída pela Lei Municipal nº 978, de 8 de dezembro de 1959.

## Usos
O brasão de armas é usado no timbre dos papéis oficiais do município, enquanto a bandeira é hasteada, diariamente, juntamente com o Pavilhão Nacional, na fachada do Palácio Felipe Camarão, sede da Prefeitura da cidade, por ocasião do expediente e nos dias feriados.